# Verzonken piekhaartonnetje
Het verzonken piekhaartonnetje (Immersiella caudata) is een schimmel behorend tot de familie Neoschizotheciaceae. Het leeft saprotroof op dood loofhout.

## Verspreiding
In Nederland komt het vrij zeldzaam voor. Het staat niet op de rode lijst en is niet bedreigd.